# Sphaerodactylus corticola
Sphaerodactylus corticola — вид геконоподібних ящірок родини Sphaerodactylidae. Ендемік Багамських Островів.

## Підвиди
Виділяють чотири підвиди:
- Sphaerodactylus corticola aporrox Schwartz, 1968 — острів Іст-Плана-Кей[en];
- Sphaerodactylus corticola campter Schwartz, 1968 — Крукед[en], Аклінс[en] і сусідні острови;
- Sphaerodactylus corticola soter Schwartz, 1968 — Сан-Сальвадор і сусідні острови;
- Sphaerodactylus corticola corticola Garman, 1888 — острів Рам-Кей[en].

## Поширення і екологія
Sphaerodactylus corticola мешкають на морських узбережжях і пляжах, в печерах і під камінням, трапляються в людських поселеннях.